# Агирре, Брайан
Бра́йан Науэ́ль Аги́рре (исп. Braian Nahuel Aguirre; родился 28 июля 2000, Рафаэль-Кальсада) — аргентинский футболист, защитник клуба «Интернасьонал».

## Биография
Родился в городе Рафаэль-Кальсада, расположенном в провинции Буэнос-Айрес. Воспитанник футбольного клуба «Ланус». Перед сезоном 2020/21 присоединился к основной команде. 28 октября 2020 года дебютировал за «Ланус» в поединке Южноамериканского кубка против бразильского «Сан-Паулу», выйдя на поле в основном составе. Игра завершилась победой «гранатовых» со счётом 3:2.
1 ноября 2020 года дебютировал в чемпионате Аргентины в поединке против «Боки Хуниорс». Агирре отыграл 63 минуты и был заменён на Франко Ороско. «Бока» выиграла со счётом 2:1.
В розыгрыше Южноамериканского кубка 2020 Брайан Агирре принял участие в семи матчах «Лануса» и забил один гол в ворота «Сан-Паулу». Команда сумела во второй раз в истории выйти в финал этого турнира.

## Титулы и достижения
- Финалист Южноамериканского кубка (1): 2020

## Статистика выступлений
| Клуб  | Сезон   | Лига     | Лига | Лига | Кубок Аргентины | Кубок Аргентины | Кубок Лиги | Кубок Лиги | Континентальные турниры | Континентальные турниры | Итого | Итого |
| Клуб  | Сезон   | Дивизион | Игры | Голы | Игры            | Голы            | Игры       | Голы       | Игры                    | Голы                    | Игры  | Голы  |
| ----- | ------- | -------- | ---- | ---- | --------------- | --------------- | ---------- | ---------- | ----------------------- | ----------------------- | ----- | ----- |
| Ланус | 2020/21 | Примера  | 7    | 0    | 0               | 0               | 0          | 0          | 7                       | 1                       | 14    | 1     |
| Итого | Итого   | Итого    | 7    | 0    | 0               | 0               | 0          | 0          | 7                       | 1                       | 14    | 1     |